# 김희수 (전라북도의원)
김희수(金熙洙, 1960년 3월 7일 ~ )은 대한민국의 정치인이다. 전라북도의원을 지냈다.

## 학력
- 전주대학교 경영대학 금융보험부동산학부 졸업(부동산학 학사)

## 경력
- 더불어민주당 중앙당 부대변인
- 더불어민주당 전라북도당 중소기업안전대책특별위원장
- (유)전라안전공사 대표이사
- 전주대학교 총동문회 부회장
- (사)대한노인회 전주지회 운영위원
- 전주시배드민턴협회 자문위원
- 한문화국제협회 본부장
- 2018년 7월 1일 ~ 2022년 6월 30일: 제11대 전라북도의회 의원
- 2022년 7월 1일 ~ : 제12대 전라북도의회 의원
  - 제12대 전라북도의회 전반기 농산업경제위원회 위원

## 역대 선거 결과
|  | 74.93% |

|  | 0% |